# Fogaskerék

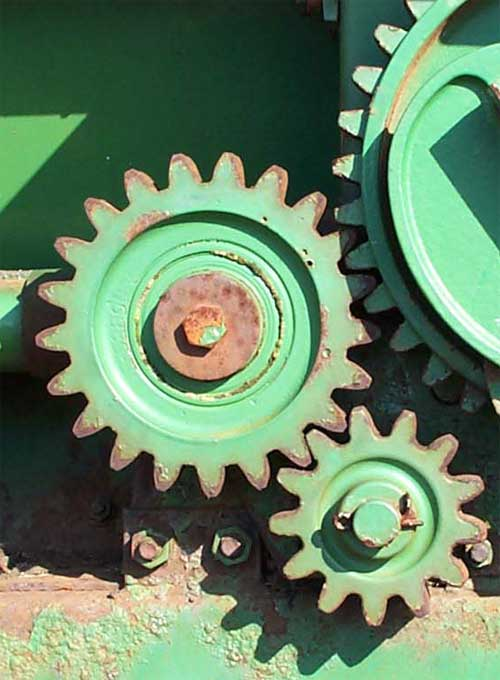
Hengeres fogaskerekek egy mezőgazdasági gépben

Hengeres evolvens profilú fogaskerékpár. A bal oldali a hajtó kerék (kék: erővonal).

A fogaskerék egy tengellyel rendelkező gépelem, kerülete mentén fogakkal. Feladata, hogy egy másik, alkalmasan elkészített alkatrészhez (általában egy másik fogaskerékhez) csatlakoztatva forgatónyomatékot tudjon átadni egy másik gépelemnek, megváltoztatva utóbbi mozgásának jellemzőit: irányát, szögsebességét, nyomatékát, illetve mozgásának jellegét (pl. forgóról haladó mozgásra). Egymáshoz szorított, fogazás nélküli kerekek is képesek súrlódás segítségével nyomatékot átvinni (dörzshajtás), azonban terhelés esetén csúsznak, ezért kopnak és melegednek. A fogaskerekek csúszásmentesen tudják ugyanezt a feladatot megoldani nagyságrendekkel nagyobb nyomatékok esetében is, ezért sorolják a kényszerhajtások közé.
A fogaskereket Kínában találták fel az i.e. 4. században, a Csou-dinasztia idején. Valószínűleg onnan került nyugatra, Alexandriai Hérón már az i.sz. 1. században is alkalmazta a Ptolemaida Egyiptomban.

## Áttétel
Egy fogaskerék más illeszkedő fogazású alkatrészhez csatlakozik, ez lehet fogasléc, fogasív stb., mégis leggyakrabban ez egy másik fogaskerék. Ebben az esetben az egyik fogaskerék elfordulása a másik fogaskerék elfordulását eredményezi, a két alkatrész között kényszerkapcsolat van. Ilyen módon a forgómozgás átszármaztatható egy tengelyről egy másikra. Ha a két kapcsolódó fogaskerék eltérő átmérővel (fogszámmal) rendelkezik, akkor fordulatszámuk fogszámukkal fordítottan arányos, a tengelyeken ébredő nyomaték a fogszámokkal egyenesen arányos lesz. A fogaskerekek érintkezési pontjának {\displaystyle v\,} sebessége a két keréken azonos, ezért felírhatjuk:
{\displaystyle v=\omega _{1}z_{1}=\omega _{2}z_{2}\,}
ahol 
{\displaystyle \omega _{1}\,} az egyik fogaskerék szögsebessége, {\displaystyle z_{1}\,} pedig a fogszáma,
{\displaystyle \omega _{2}\,} a másik fogaskerék szögsebessége, {\displaystyle z_{2}\,} pedig a fogszáma.
Így:
{\displaystyle {\frac {\omega _{1}}{\omega _{2}}}={\frac {z_{2}}{z_{1}}}=i\,}
Az {\displaystyle i\,} viszonyt áttételnek hívják. A két fogaskerék csatlakozási pontján ébredő kerületi erőre a következő egyenlet írható:
{\displaystyle F={\frac {M_{1}}{r_{1}}}={\frac {M_{2}}{r_{2}}}\,},   ahol r1 a hajtó és r2 a hajtott fogaskerék osztókörének sugara.
ebből:
{\displaystyle {\frac {z_{2}}{z_{1}}}={\frac {M_{2}}{M_{1}}}=i\,},
ahol {\displaystyle M_{1}\,} és {\displaystyle M_{2}\,} az egyes tengelyeken ébredő nyomaték. Ilyen módon a fogaskerekek segítségével csökkenthető, vagy növelhető a fordulatszám (szögsebesség), illetve a nyomaték. Ez a fogaskerekek legértékesebb tulajdonsága.
Fontos megemlíteni, hogy az áttételi viszonyszámot kifejező hányados felírási iránya a mechanikai energiaáramlás irányát is tükrözi a kapcsolatban lévő két hajtáselem, pl. a fogaskerékpár tagjai között. Vagyis az áttételi viszony (i) törtjében az 1-es számú indexszel jelölt mennyiségekhez tartozó fogaskereket meghajtó (más néven behajtó-) fogaskeréknek, míg a 2 indexűt kihajtásnak (más néven lehajtásnak, lehajtó fogaskeréknek) is nevezik. A mechanikai energia a behajtó keréken át kerül bevezetésre, amely azt továbbadja a kihajtásnak, s az energia a kihajtáson át, annak tengelyéről lesz elvezetve a rendszerből. Ha az energiaáramlás iránya megfordul, akkor az előző irányra felírt áttételnek a reciproka lesz érvényes a hajtásláncra. Ezek alapján – mindenkor a kihajtás szögsebességére értelmezett kontextusban – az i < 1 áttételt gyorsító, míg az i > 1 áttételt lassító áttételnek nevezik. A gyorsító áttételt szokás esetenként nyomatékcsökkentő-, a lassító áttételt pedig nyomatéknövelő áttételnek is nevezni.

## Fogaskerekek geometriája
A fogak geometriai kialakítása igen sokféle lehet, azonban egy feltételt minden fogaskerékhajtásnak teljesítenie kell, nevezetesen, hogy ha a hajtó kerék állandó szögsebességgel forog, akkor a hajtott keréknek is állandó szögsebességgel kell forognia. Ez másképpen azt jelenti, hogy úgy kell viselkedniük, mintha az egyik kerék csúszásmentesen gördülne a másik keréken. A képzeletbeli köröket, melyeken mintegy gördülnek a fogaskerekek, gördülőkörnek hívják, és {\displaystyle r_{w1}\,}-gyel, illetve {\displaystyle r_{w2}\,}-vel jelölik. Az animációs ábrán jól látható a két fogaskerék gördülőköre, a fejkör (a fogaskerék külső átmérőjének megfelelő kör) és a lábkör (a fogtő köre) között helyezkedik el. Fogaskerekeket már igen régóta használnak. Az ipari forradalom előtt úgynevezett pálcás fogaskerekeket malmoknál, bányák emelőgépeinél stb. alkalmaztak, és egy ügyes ács vagy kovács is el tudta készíteni. Ezek a pálcás fogaskerekek nem teljesítik a szögsebesség állandóságának feltételét. Régi, lassú járású gépeknél működtek, de a gőzgép megjelenésétől kezdve a nagyobb pontosság és a zajtalan, nyugodt járás iránti igényeknek már nem felelnek meg.
Az animáción jól látható a két fog közötti erő vektora, mely a forgás folyamán mindig más pontokon ébred. A kapcsolódási pontok mértani helye (álló koordináta-rendszerben) a kapcsolóvonal. A kapcsolóvonal az animáción egyenes, de más fogprofil esetén lehet más görbe is.

## A fogazott hajtások főbb típusai
- Homlokfogaskerék: Hengeres fogaskerék palástján vannak kialakítva a fogak. A két fogaskerék tengelye párhuzamos
  - egyenes fogazatú hengeres fogaskerék
  - ferde fogazatú hengeres fogaskerék
  - külső, illetve belső fogazású kerekek
- Fogasléc: végtelen nagy átmérőjű fogaskerék: segítségével a forgó mozgás egyenesvonalú mozgássá alakítható és viszont.
- Kúpkerék: csonka kúp alakú kerék, amelynek palástján vannak a fogai. A két fogaskerék tengelye egymást metszi.
- Csavarkerékpár: hengeres ferde fogú kerekek, kitérő tengellyel.
- Hipoid kerékpár: kúpkerekek csavarvonal vezetésű fogakkal. A tengelyek kitérőek. Igen gyakori személygépkocsik differenciálművében.
- Csigahajtás: a csiga és a csigakerék kitérő tengelyek közötti hajtást valósít meg. A csiga tulajdonképpen speciális profilú csavar, ehhez illeszkedik az ellenkerék, azaz a csigakerék.

## Előnyei
A fogaskerekes hajtások előnyei közé tartozik a hajtás nagy pontossága, a kis méretekben nagy terhelhetőség, valamint a magas fordulatszám. Olyan esetekben, ahol a hajtó és hajtott tengely mozgásának szigorúan összerendeltnek kell lennie, például órákban, műszerekben, szerszámgépekben, a fogaskerekeknek alig van versenytársuk. Ugyancsak fontos az, hogy nagy teljesítmények, illetve nyomatékok átvitelére is alkalmasak. A gépkocsik, mozdonyok, sínhez kötött járművek, felvonók, emelő- és szállítógépek, mezőgazdasági gépek működése elképzelhetetlen fogaskerekes hajtóművek nélkül. Hátrányuk a viszonylagos drágaságuk.

## Homlokfogaskerekek

### Ciklois profil

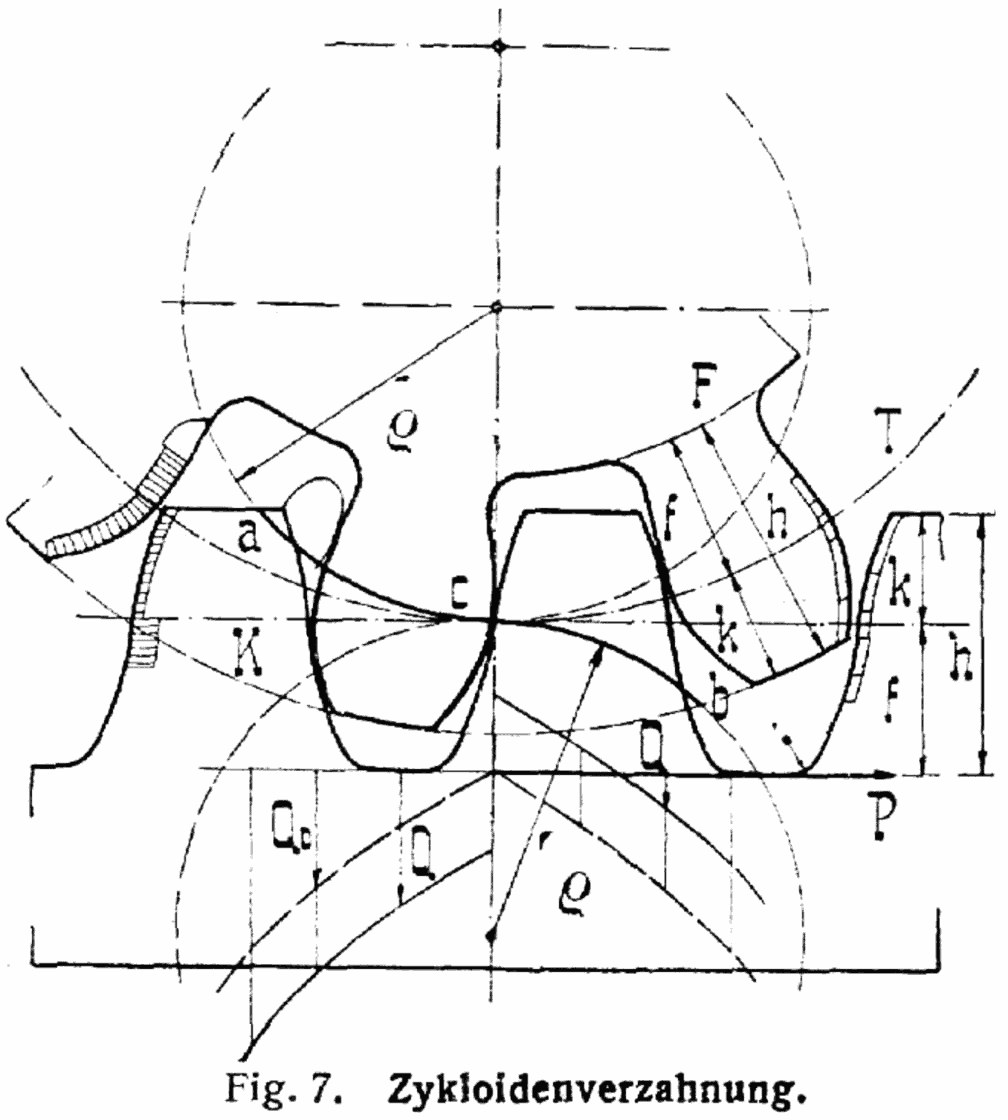
Cikloisprofilú fogaskerék

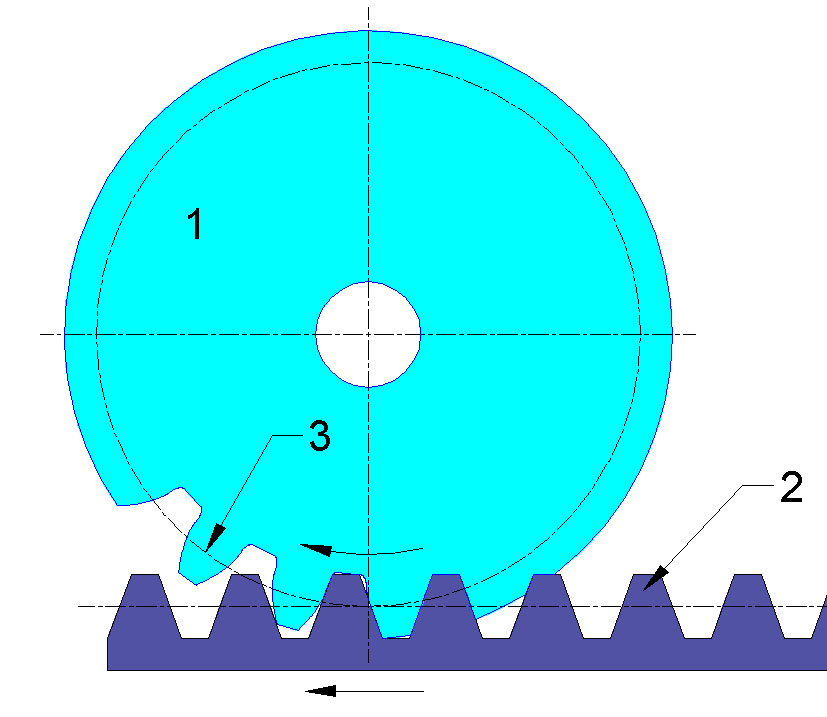
Evolvensfogazat lefejtése fogasléc-szerszámmal (Maag eljárás)
1. Fogaskerék
2. Szerszám
3. Gördülőkör

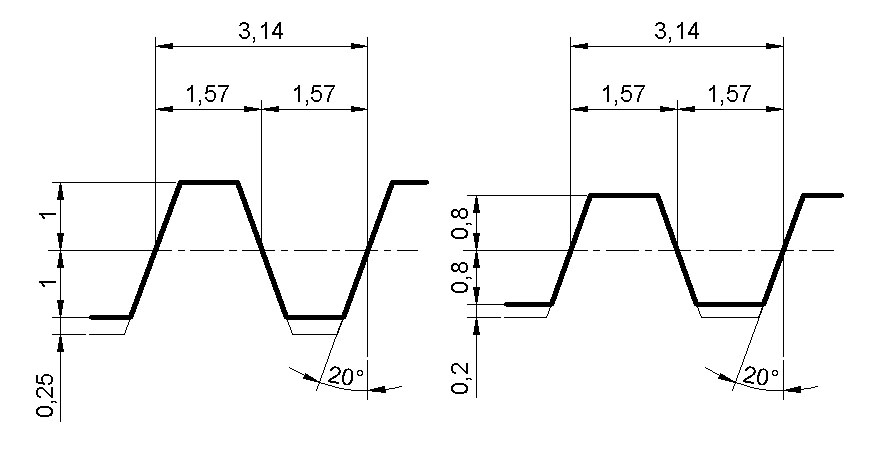
ISO szabványos fogaslécek méretei

Egyenes fogazású homlokfogaskerekek tengelye párhuzamos, fogaik alkotóirányúak. Korábban általános használatnak örvendett a ciklois (pontosabban az epiciklois és hipociklois) alakú fogprofil. A cikloisfogazású fogaskerekek teljesítik azt a követelményt, hogy a hajtó kerék állandó fordulatszáma esetén a hajtott kerék fordulatszáma is állandó. A cikloisfogazású kerekek nagy előnye, hogy kis fogszámmal is gyárthatók, így kis helyen nagy áttétel valósítható meg velük. (Határeset: a Roots-fúvó két kétfogú cikloisprofilú fogaskerék kapcsolódásakor fellépő térfogatváltozást használja ki levegő szállítására.) Ez a tulajdonsága igen hasznos volt mechanikus óráknál, ahol a kis méretek előnyt jelentettek. Hátránya az, hogy gyártása drága: minden fogmérethez és fogszámhoz más szerszámot kell készíteni, így használata csak tömeggyártásnál gazdaságos. Az óragyártás ma is kiterjedten alkalmazza a cikloisfogazást. Másik hibája, hogy csak akkor igaz a fordulatszám állandósága, ha a fogaskerekek tengelytávját pontosan betartják.

### Evolvens profil
A nagyobb terhelésnek kitett és gyors forgású fogaskerékhajtásoknál a fentiek miatt az evolvens (pontosabban körevolvens) fogprofil terjedt el. Ma a fogaskerekek túlnyomó többsége evolvens fogazású. Az evolvens fogalaknak több jelentős előnye van. Az egyik az, hogy nem érzékeny a tengelytávolság pontatlan tartására. A fordulatszámtartó kapcsolódás fennáll akkor is, ha a tengelytáv a tervezettől kissé eltér. A másik előnyük, hogy könnyen szabványosítható és viszonylag olcsó a gyártásuk. Ennek oka, hogy az evolvens fogazathoz illeszkedő fogasléc fogai egyenesekkel határoltak (trapéz alakúak). Emiatt a fogasléc egyszerűen és pontosan gyártható. De ugyanilyen pontosan és olcsón gyárthatók a különböző fogaskerekek is, a legegyszerűbb, ha fogaskerék előállításához fogasléc alakú gyalukést készítenek. A fogazógépek úgy működnek, hogy a szerszámgép valósítja meg azt a mozgást, amelyet később a fogaskerekek végeznek majd el, a fogasléc alakú szerszám a fogaskerék tengelyével párhuzamosan mozog, a fogazógép a szerszám alatt mindig kis szöggel elforgatja a nyers tárcsát, a szerszámot pedig érintőirányban ugyanannyival elmozdítja, mint amennyi a fogaskerék elfordulási íve, így fokozatosan kialakítja, "generálja" a fogakat. Ez a Maag-féle lefejtőgyalu-eljárás. A lefejtő-maró eljárással a csavarmenet-szerűen elkészített forgó marószerszám végtelen számú gyalukésként működik, a készítendő fogaskerék – a marószerszámmal szinkronban – folyamatosan forog. Sorozatgyártásnál nagyon termelékeny, az előgyártmányokat egymás mellé felfogva egyszerre sok kerék fogazható, mellékidő növekedése nélkül. 
Ennek ismeretében adott alakú fogaslécek méretsorát lehetett szabványosítani, ezekkel kis darabszámú szerszám segítségével gazdaságosan gyárthatók egyedi fogaskerekek is igen nagy pontossággal. Az ISO szabványosította a fogasléc fogprofilját. Az ISO fogprofilok valójában nem valóságos fogaslécek, mert csak a fog geometriai adatainak arányait tartalmazzák. A tényleges méreteket úgy kapjuk meg, ha ezeket megszorozzuk a modullal. Az {\displaystyle m\,} modul az osztókör átmérőjének egy fogra eső része:
{\displaystyle m={\frac {d_{0}}{z}}={\frac {t_{0}}{\pi }}}
ahol 
{\displaystyle d_{0}\,} az osztókör átmérője (egyszerű esetben az osztókör és a gördülőkör egybeesik),
{\displaystyle t_{0}\,} az osztóköri osztás, vagyis egy fogra eső ívhossz,
{\displaystyle z\,} pedig a fogszám.
A szabványos modulértékeket az alábbi táblázat tartalmazza. (Zárójelben a lehetőleg mellőzendő értékek vannak feltüntetve)
|    |         |      |         |     |        |    |        |     |        |   |        |       |        |    |       | 0,5 | (0,55) | 0,6 | (0,7) | (0,75) | 0,8 | (0,9) |
| 1  | (1,125) | 1,25 | (1,375) | 1,5 | (1,75) | 2  | (2,25) | 2,5 | (2,75) | 3 | (3,25) | (3,5) | (3,75) | 4  | (4,5) | 5   | (5,5)  | 6   | (6,5) | (7)    | 8   | (9)   |
| 10 | (11)    | 12   | (14)    | 16  | (18)   | 20 | (22)   | 25  | (28)   | - | 32     | (36)  | -      | 40 | (45)  | 50  | -      | -   | -     | -      | -   | -     |

A legegyszerűbb hengeres fogaskerekek egyenes fogakkal készülnek, ez azt jelenti, hogy a fogélek hengeralkotó irányúak.

## Ferdefogú fogaskerekek
Simább kapcsolódást, nyugodtabb járást eredményeznek és szilárdsági előnyeik is vannak a ferdefogú kerekeknek, ahol a fogélek egy nagy menetemelkedésű csavarvonalat követnek. Ennek a megoldásnak megvan azonban az a hátránya, hogy a ferde fogak miatt a hajtásból nemcsak sugárirányú, hanem tengelyirányú erő is terheli a csapágyakat. Azonos paraméterekkel rendelkező egyenes fogazatnál ilyen járulékos erő nem ered. Ennek kiküszöbölésére úgynevezett nyílfogazású fogaskerekeket is használnak, ezeket úgy kell elképzelni, mintha két ferde fogú kereket ékelnénk egy tengelyre, csak a két kerék egymásnak tükörképe volna (a fogferdeségi szög ellenkező irányú a két keréken). Ekkor ugyan mindkét kerékfélen ébred tengelyirányú erő, de ellenkező irányú, kiegyenlítik egymást, a csapágyakat nem terhelik. Ennek a megoldásnak az a hátránya, hogy bonyolultabb és költségesebb a gyártása.
Ferdefogú kerekek tengelye általában párhuzamos, de lehet olyan ferdefogú kerékpárt is készíteni, ahol a tengelyek szöget zárnak be egymással, de az érintkezési pontnál a fogak egy egyenesbe esnek. Az ilyen fogaskerekeket csavarkerekeknek hívják, tengelyeik kitérő egyenesek.

## Nyíl (fecskefarok) fogazás
Ha egy fogaskerék hengerpalástjába egymással szemben két ferde fogazatot munkálnak, akkor nyílfogazásról beszélünk. A ferde fogazással szemben előnye, hogy nem keletkeznek tengelyirányú erők. Előállítása viszont jelentősen drágább. A Citroën emblémája egy stilizált nyílfogazat.

## Kúpfogaskerekek
Kúpkerekekkel mindig egy síkban lévő, de szöget bezáró tengelyek között létesítenek kapcsolatot. A kúpfogaskerék fogai egy csonka kúp palástján helyezkednek el, vastagságuk a kúp csúcspontjától távolodva nő. 

## Belső fogazású hengeres fogaskerekek
Egy körgyűrű belső palástja is megfogazható. Az ilyen fogaskerekeket főleg bolygóművekben használják, amelyek külső és belső fogazású fogaskerekekből összeállított mechanizmusok. Kitűnő példa rá a híres Ford T-modell sebességváltója, mely egy kétsebességes bolygómű volt. A belső fogazású fogaskerékhajtással nagyobb áttétel valósítható meg. A fogak beékelődésének elkerülése érdekében a nagy kerék fogszámának 2-vel többnek kell lennie a kis kerék fogszámánál. Hátránya, hogy nem köszörülhető, így edzett fogazatot ritkán gyártanak.

## Képgyűjtemény

Egyenesfogú homlokkerékpár
Fogaskerék és fogasléc
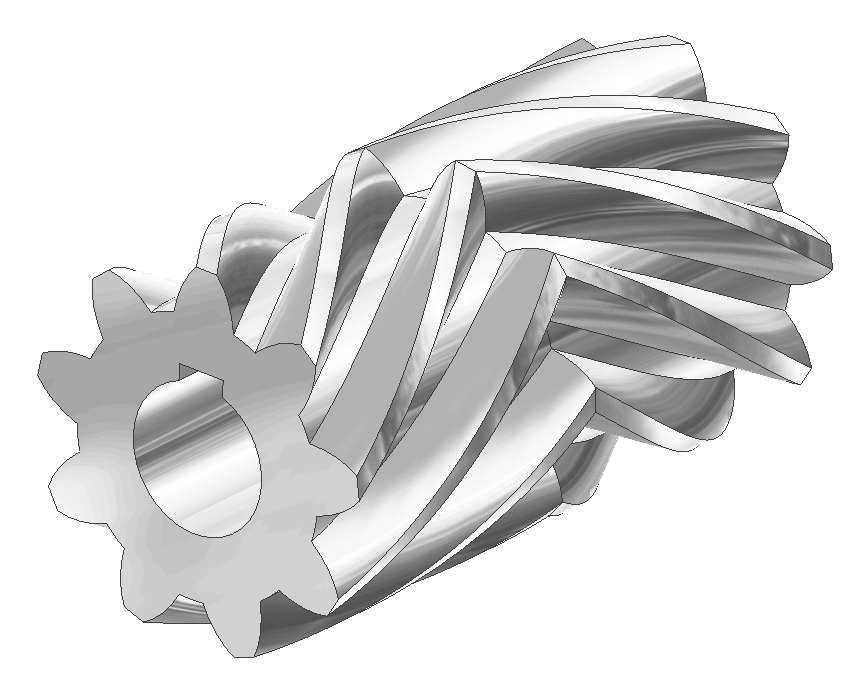
Nyílfogazású kerék
Ferde fogú fogaskerekek
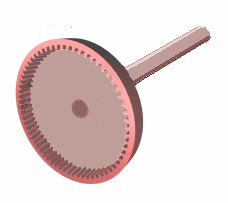
Belső fogazású kerék
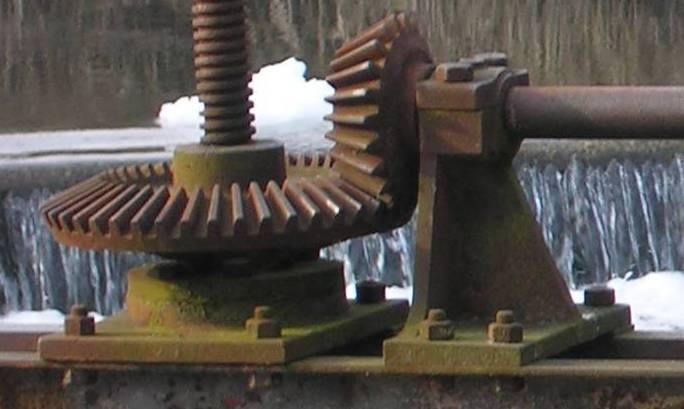
Kúpkerékpár
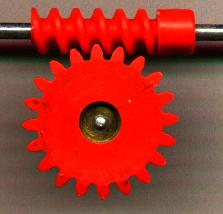
Csiga és csigakerék
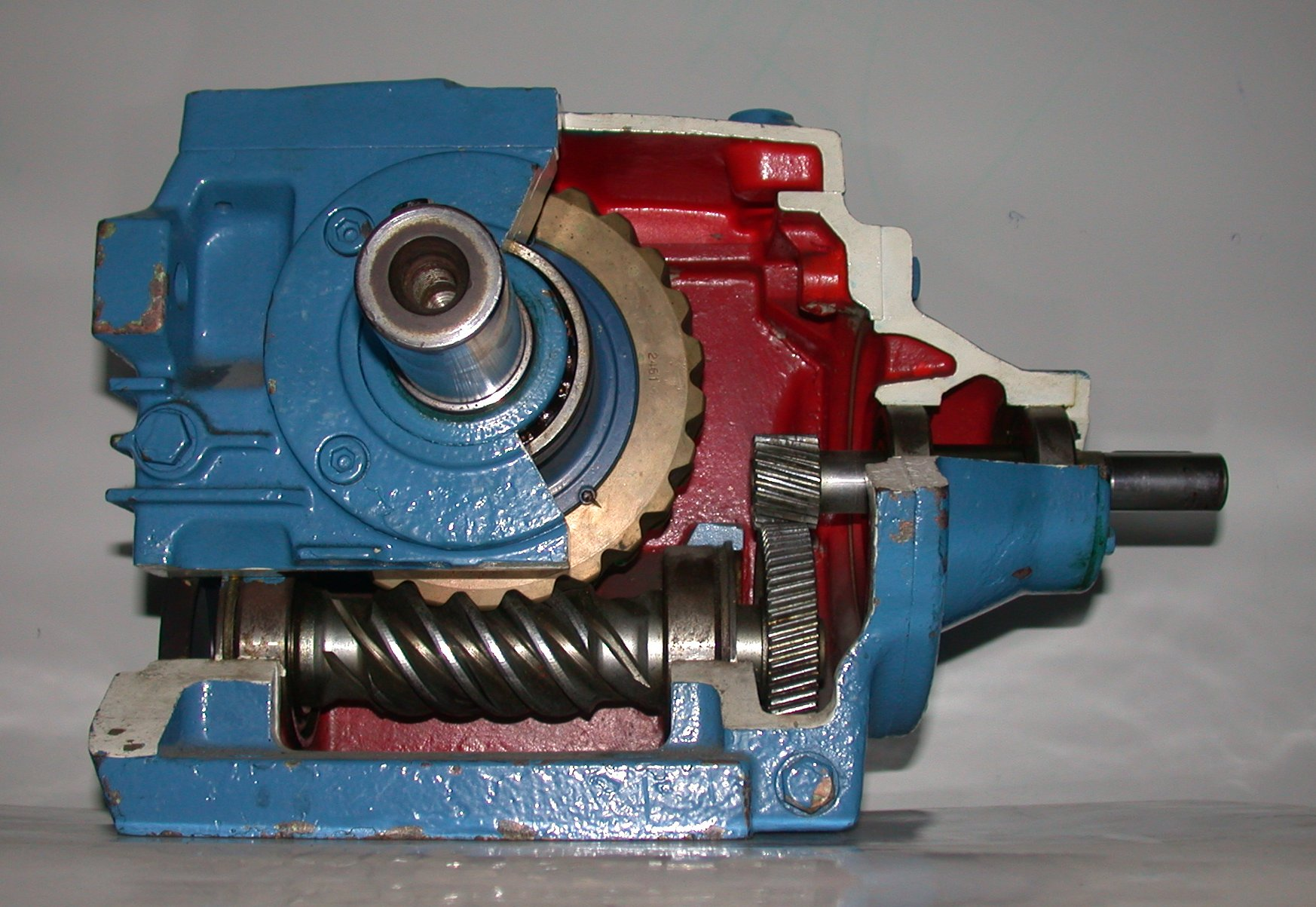
Csigahajtómű
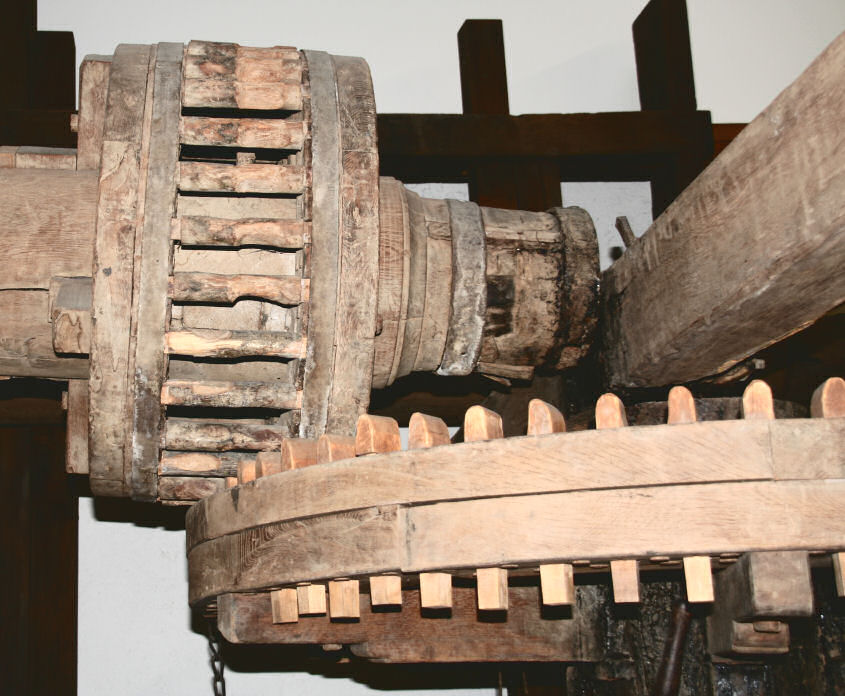
Pálcás fogazat
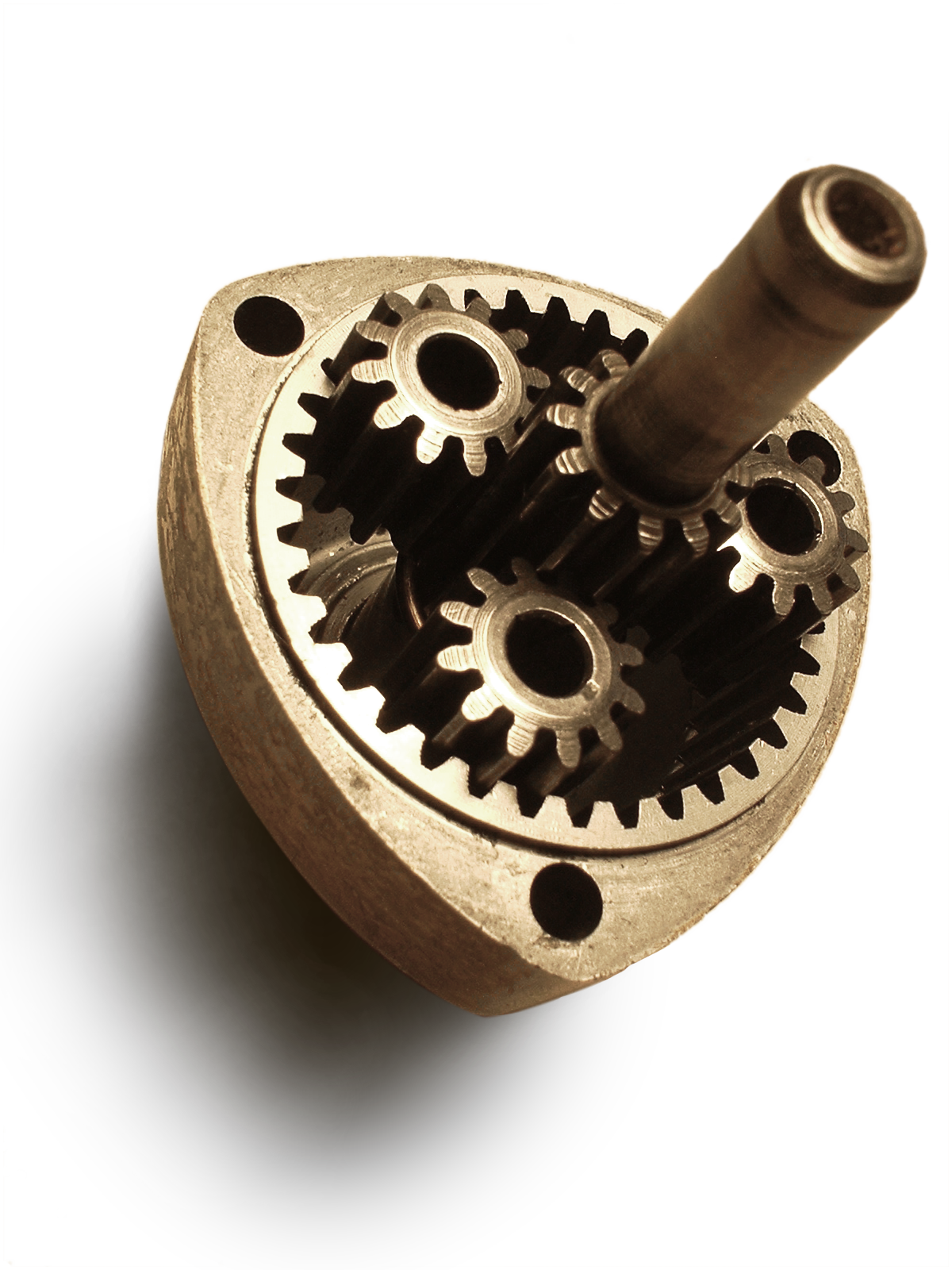
Bolygómű
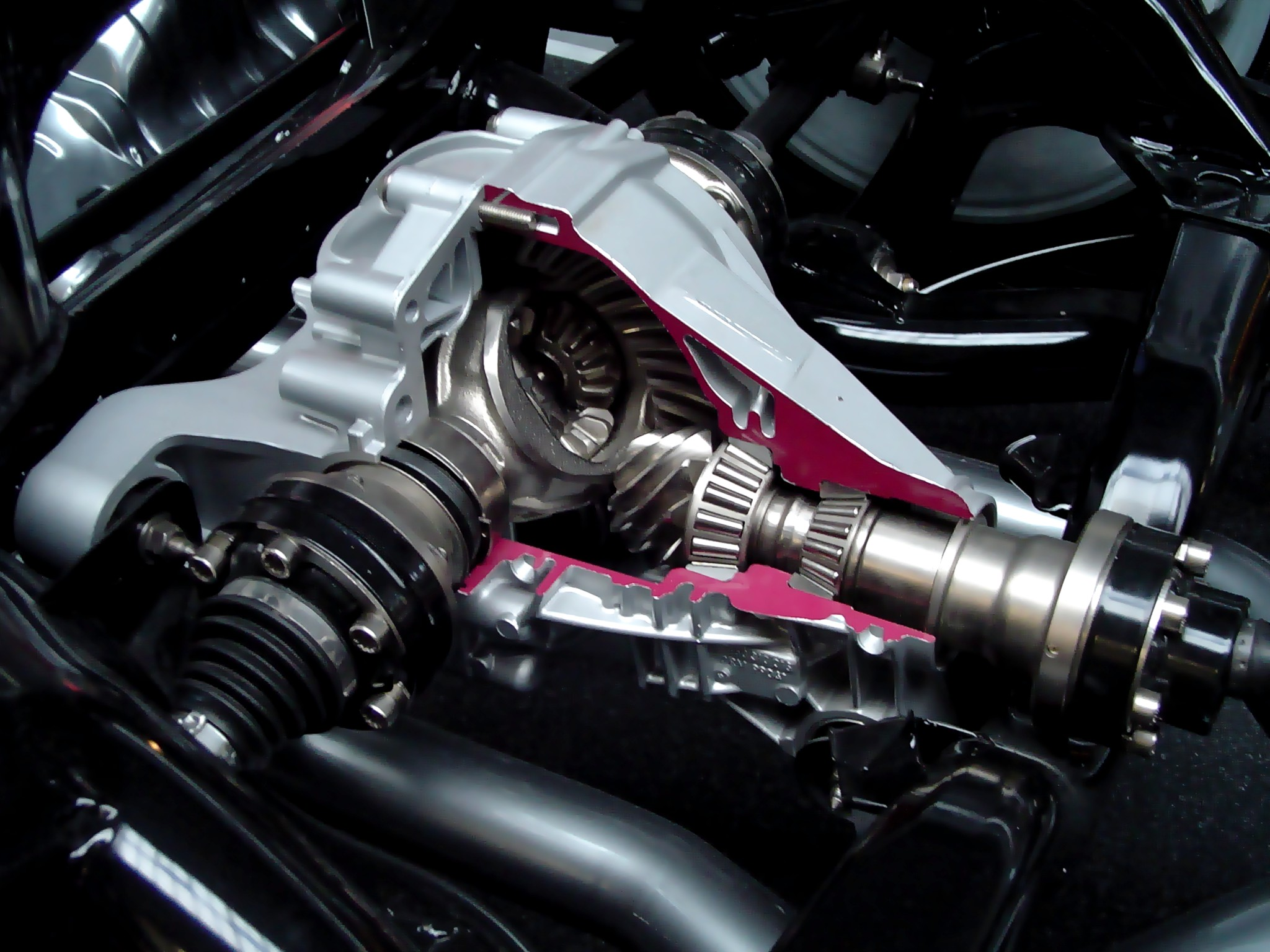
Differenciálmű
Lefejtő-forgácsolás elve fogasléc alakú szerszámmal
Kis fogszám (z<17) esetén alámetszés alakul ki, a fogtő gyengül
Profileltolással elkerülhető az alámetszés (z=10)
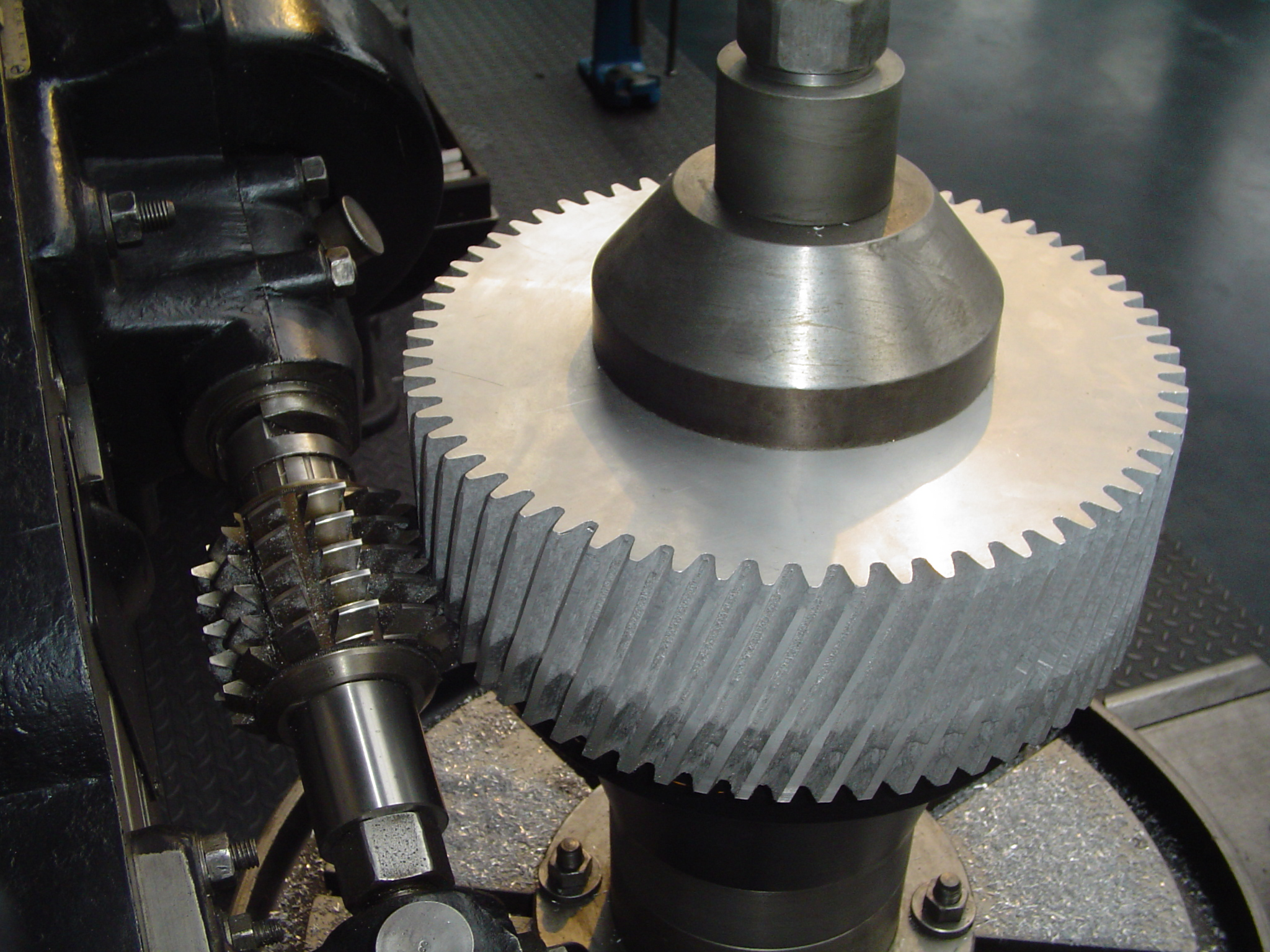
Fogmarás lefejtő-marógépen
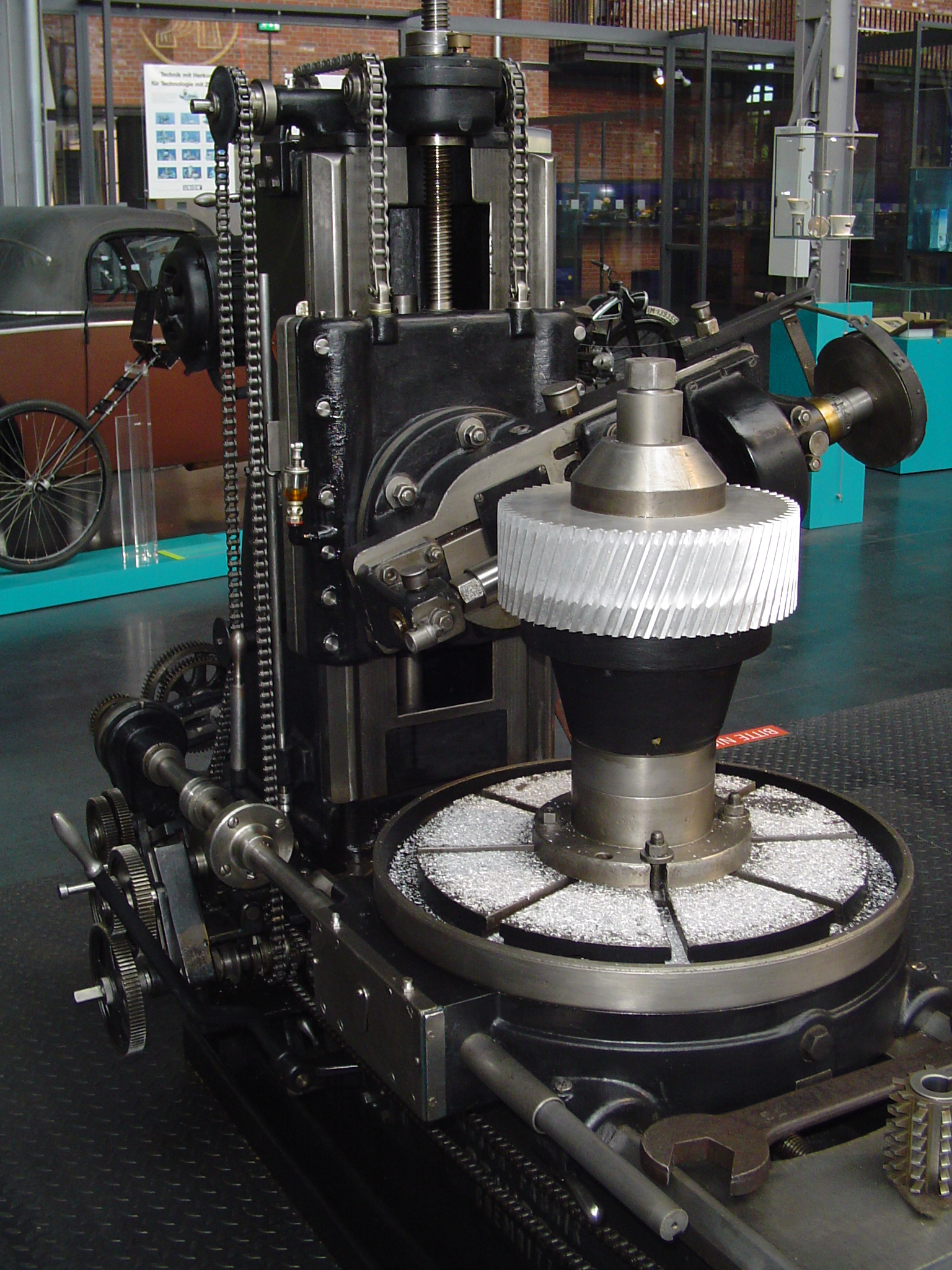
Fogazógép
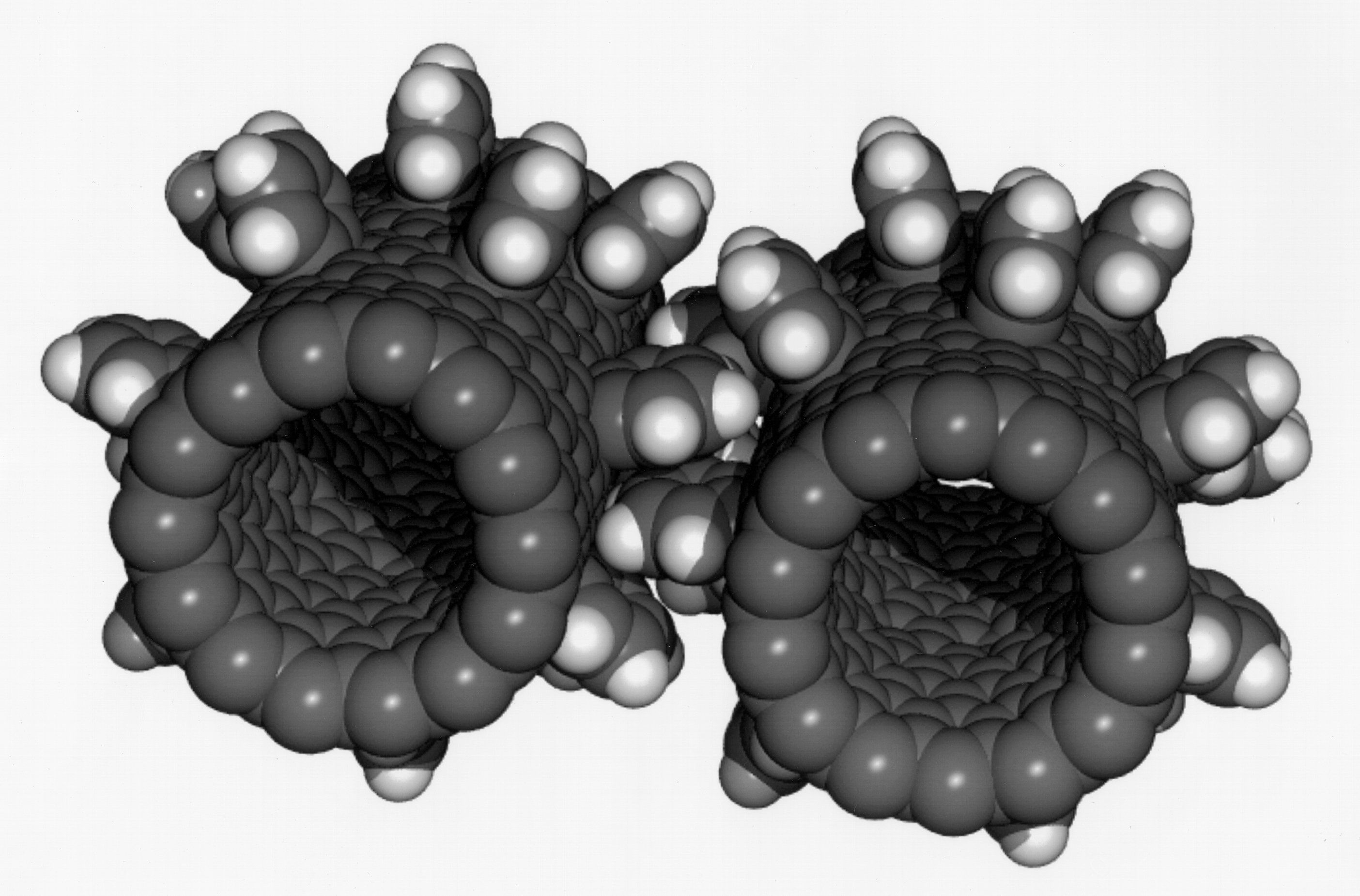
Molekula méretű fogaskerekek a nanotechnika ígéretei